# Winnipeg Free Press
Winnipeg Free Press — широкоформатная газета, издаваемая в городе Виннипег, Манитоба, Канада и выходящая шесть раз в неделю (с понедельника по субботу). Старейшая газета Западной Канады (основана в 1872 году под названием Manitoba Free Press), наиболее популярная газета Виннипега и всей провинции Манитоба.
Основной конкурент Winnipeg Free Press — ежедневный таблоид Winnipeg Sun.

## История
30 ноября 1872 года: Уильям Фишер Лакстон и его компаньон Джон А. Кенни основали газету Manitoba Free Press. В Нью-Йорке Лакстоном был куплен печатный станок, затем они с Кенни арендовали офис по адресу Мэйн-стрит, 55, недалеко от угла Мэйн-стрит и Джеймс-авеню. Это произошло ещё до того , как Виннипег стал частью Канады.
1874: «Free Press» переехала в новое здание на Мэйн-стрит, напротив авеню Св. Марии.
1882: Лакстон и Кенни передали контроль над «Free Press» Клиффорду Сифтону (впоследствии — министру внутренних дел в кабинете Уилфрида Лорье), который перенёс офис газеты на Макдермот-авеню. В этом здании газета работала до 1900 года, когда переехала на угол Макдермот-авеню и Альберт-стрит.
1901: новым главным редактором и президентом газеты стал Джон Уэсли Дефо, занимавший этот пост до 1944 года.
1905: газета переехала в новое четырёхэтажное здание в районе Портидж-эт-Гарри.
1913: газета переехала в новое здание по адресу Карлтон-стрит, 300, где работала в течение 78 лет.
1920: «Free Press» подала в суд на своего поставщика бумаги, обвинив его в завышении цен на бумагу и нарушение этим Закона о военных мерах. Судебный комитет Тайного совета (дело Fort Frances Pulp and Paper v Manitoba Free Press) удовлетворил иск газеты.
1931: «Manitoba Free Press» получила новое имя — «Winnipeg Free Press».
1991: «Free Press» приобрела за 150 миллионов долларов здание по адресу 1355 Маунтин-авеню, 1355, где и располагается в настоящее время её офис.
декабрь 2001: компания Thompson, которой принадлежала Free Press и её дочерняя газета Brandon Sun, продала эти издания компании FP Canadian Newspapers Limited Partnership.
13 октября 2008: В (День благодарения) началась забастовка около 1000 сотрудников «Free Press», бывших членами Профсоюза работников связи, энергетики и бумажной промышленности. Забастовка закончилась 16 дней спустя, когда профсоюз добился заключения нового пятилетнего контракта между работниками и работодателями. Контракт был ратифицирован 67 процентами газетчиков, 75 процентами журналистов и 91 процентом прочих работников. В 2013 году новый пятилетний контракт между газетой и её сотрудниками был ратифицирован уже более мирно, без угрозы забастовки.

## Распространение
С 1 ноября 2009 года был прекращён выпуск воскресного издания газеты. Первоначально вместо него по воскресеньям издавался таблоид «On 7», затем его выпуск был также прекращён. 27 марта 2011 года началось издание широкоформатной газеты Winnipeg Free Press SundayXtra, ныне это издание доступно только в онлайн-версии газеты.
По данным Канадской газетной ассоциации, средний тираж газеты в 2013 году составил 108 583, а по субботам — 144 278 экземпляров, что делает потенциальными читателями «Free Press» одну десятую всего населения Манитобы.
Тираж